# Galloanseres
Galloanseres (от лат. Gallus, петух, курица + лат. Anser, гусь; дословно «курогуси») — клада (надотряд) птиц из инфракласса новонёбных. Включает два современных отряда: гусеобразных и курообразных.

## Систематика
Длительное время гусеобразных сближали с голенастыми (через фламинго), также в числе близких родственников фигурировали дневные хищные птицы. Однако сейчас на основании результатов морфологических и биохимических исследований установлено, что ближайшими современными родственниками гусеобразных являются курообразные. Они составляют надотряд Galloanseres, который весьма обособлен от других птиц.
Формально курообразные и гусеобразные должны быть в составе группы новонёбных птиц, поскольку они имеют подвижное нёбо, но последние изучения челюстного аппарата представителей этих групп показали, что они приобрели подвижное костное нёбо независимо от остальных птиц, и следовательно, не могут признаваться близкими родственниками остальных современных новонёбных птиц. В частности, у них отсутствует характерный для всех настоящих новонёбных птиц ложный сустав между частями крыловидных костей (птеригоидов), сохраняется архаичное сочленение последних с базиптеригоидными отростками черепа.
Представители гусеобразных и курообразных хорошо отличаются от других птиц строением скорлупы яиц. По этой причине в современных классификациях иногда оба отряда выделяют в таксон ещё более высокого ранга (инфракласс, паракласс) Paraneornithes и помещают сразу после бескилевых (страусов, тинаму и др.), но перед настоящими новонёбными.